# Ligestillingsudvalget
Ligestillingsudvalget er et stående udvalg i Folketinget, der arbejder med sager vedrørende ligestilling mellem kønnene på såvel nationalt som internationalt niveau.
Udvalget har 29 medlemmer. Siden folketingsvalget 2022 er Ida Auken (S) formand for udvalget.

## Opgaver
Ligestillingsudvalget er et af Folketingets nyere udvalg. Det blev nedsat første gang i maj 2011 efter en ændring af Folketingets forretningsorden. Tidligere eksisterede der ikke et selvstændigt udvalg på ligestillingsområdet, men det tidligere politisk-økonomiske udvalg tog sig de facto af området. Baggrunden for etableringen af udvalget var et ønske om at skabe et overordnet og tværgående blik på ligestillingsområdet.
I lighed med de øvrige udvalg består de primære opgaver for udvalget i at behandle lovforslag og beslutningsforslag på ligestillingsområdet samt at føre løbende parlamentarisk kontrol med regeringens forvaltning af lovgivningen på ligestillingsområdet i form af spørgsmål, samråd eller forespørgsler til ministeren. Endelig har udvalget dialog med interessenter på området, eksempelvis KVINFO og Kvinderådet.
Ressortministeren er ministeren for ligestilling, der som udvalget arbejder med ligestilling på tværs af ministerområder og koordinerer regeringens samlede ligestillingspolitik. Det er dog de øvrige ministre, der har ansvaret for ligestilling på deres ressortområde. Det er således beskæftigelsesministeren, der har ansvaret for ligestillingsspørgsmål indenfor arbejdsmarkedslovgivningen. Derfor har ligestillingsudvalget berøring med flere ministre og flere andre folketingsudvalg.